# Rob Zombie
Rob Zombie, właśc. Robert Wolfgang Zombie, pierw. Robert Bartleh Cummings (ur. 12 stycznia 1966 w Haverhill) – amerykański wokalista heavymetalowy, reżyser, scenarzysta filmowy, pisarz i twórca komiksów. Brat przyrodni Spidera One, wokalisty zespołu Powerman 5000, mąż aktorki Sheri Moon.

## Życiorys
W latach dziewięćdziesiątych stał się znany jako założyciel, wokalista i autor piosenek grupy White Zombie. Zespół debiutował w 1987 roku albumem Soul-Crusher. Na trzeciej płycie La Sexorcisto: Devil Music, Vol. 1 będącej mieszanką groove metal i funk metal można usłyszeć utwór „Welcome to Planet Motherfucker” czy „Thunder Kiss ’65”. Następnym wielkim przebojem powstałym przy udziale Roba był piosenka „More Human Than Human” z 1995 roku. Jego muzyka posłużyła za tło do gier komputerowych Need for Speed: Underground, Twisted Metal, Nightmare Creatures oraz FlatOut 2.
Po sukcesie odniesionym dzięki White Zombie, Rob zaczął wydawać utwory pod własnym imieniem. Jego muzykę zaczęto wykorzystywać w audycjach telewizyjnych, grach komputerowych i filmach, np. w Private Parts (1997), End of Days (1999, z Arnoldem Schwarzeneggerem), Mission: Impossible II (2000, z Tomem Cruise’em) oraz w The Scorpion King (2002, z Dwayne’em Johnsonem). Wielki przebój „Dragula” z 1998 roku został wykorzystany w pierwszej części filmu Matrix.
Zombie jest wielbicielem i twórcą horrorów gore. Jego produkcjami są: 31 (2016), The Lords of Salem (2012), Halloween (2007), Halloween II (2009), Dom tysiąca trupów (House of 1000 Corpses, 2003), który stał się klasyką gore-horroru, oraz jego kontynuacja – Bękarty diabła (The Devil’s Rejects, 2005). Napisał także kilka komiksów, m.in. The Nail (razem ze Steve’em Nailem), Rob Zombies’ Spookshow International oraz Bigfoot (z Richardem Corbenem). W 2007 roku wyreżyserował fikcyjny trailer do filmu Grindhouse o nazwie Werewolf Women of the SS.
Zanim stał się znany jako artysta popkulturowy, pracował w wielu zawodach, był m.in. kurierem. Pracował też jako pomocniczy producent programów telewizyjnych Pee Wee Hermans’ Saturday i Pee Wee’s Playhouse. Projektuje okładki (również do własnych płyt), loga, był projektantem magazynów pornograficznych. Jest też autorem sceny halucynacji w filmie Beavis and Butt-Head Do America (1996). W 1982 roku, będąc w szkole średniej, obejrzał film przedstawiający sceny z rzeźni, i od tamtego momentu był wegetarianinem, w 2012 roku przeszedł na weganizm.
W 2006 roku piosenkarz został sklasyfikowany na 52. miejscu listy 100 najlepszych wokalistów wszech czasów według Hit Parader. Z kolei w 2009 roku został sklasyfikowany na 29. miejscu listy 50 najlepszych heavymetalowych frontmanów wszech czasów według Roadrunner Records.

## Skład zespołu
Obecni członkowie
- Rob Zombie – śpiew (od 1997)

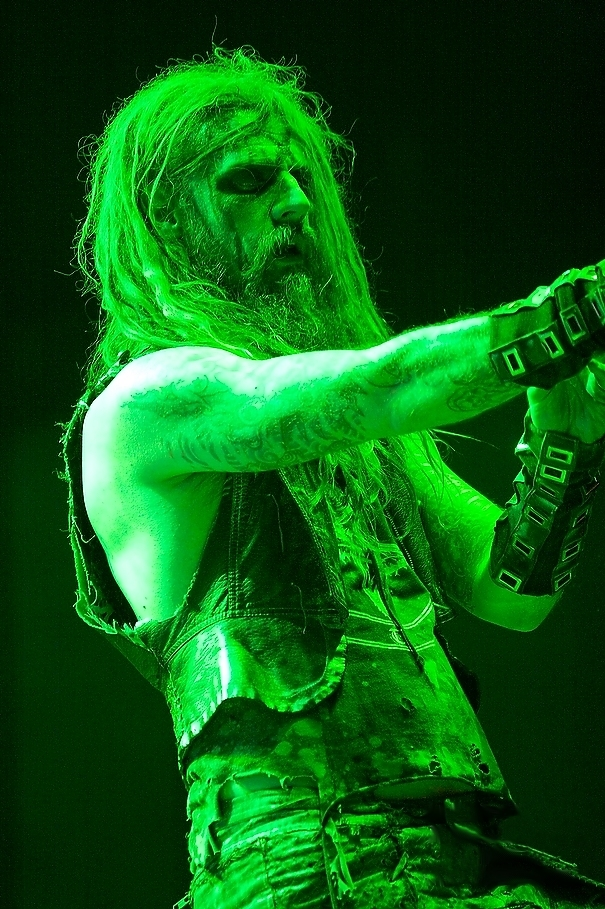
Rob Zombie podczas Mayhem Festival (2010)

- Mike Riggs – gitara (1997–2003, od 2022)
- Blasko – gitara basowa (1997–2006, od 2024)
- Ginger Fish – perkusja (od 2011)

Byli członkowie
- John Tempesta – perkusja (1997–2003)
- Tommy Clufetos – perkusja (2005–2010)
- John 5 – gitara (2005-2022)
- Piggy D. – gitara basowa (2006-2024)

Muzycy koncertowi
- Joey Jordison – perkusja (2010–2011)

## Dyskografia

### Albumy studyjne
| Hellbilly Deluxe                                                   | - Data: 25 sierpnia 1998 - Wydawca: Geffen Records  | 5 | 2  | 37  | 42 | –  | –  | 37 | 19 | - USA: 3x platynowa płyta - CAN: 2x platynowa płyta |
| The Sinister Urge                                                  | - Data: 13 listopada 2001 - Wydawca: Geffen Records | 8 | –  | 108 | –  | –  | –  | 46 | –  | - USA: platynowa płyta - CAN: złota płyta           |
| Educated Horses                                                    | - Data: 28 marca 2006 - Wydawca: Geffen Records     | 5 | 5  | 90  | –  | –  | –  | 44 | –  | - USA: złota płyta                                  |
| Hellbilly Deluxe 2                                                 | - Data: 2 lutego 2010 - Wydawca: Roadrunner Records | 8 | 11 | 65  | 72 | 64 | 82 | 23 | 31 |                                                     |
| Venomous Rat Regeneration Vendor                                   | - Data: 23 kwietnia 2013 - Wydawca: Zodiac Swan     | 7 | 13 | 33  | 38 | 97 | 60 | 36 | –  |                                                     |
| The Electric Warlock Acid Witch Satanic Orgy Celebration Dispenser | - Data: 29 kwietnia 2016 - Wydawca: Zodiac Swan     | 6 | 7  | 25  | 40 | 43 | 40 | 8  | –  |                                                     |
| The Lunar Injection Kool Aid Eclipse Conspiracy                    | - Data: 12 marca 2021 - Wydawca: Nuclear Blast      | 9 | 39 | 24  | 23 | –  | 4  | 10 | –  |                                                     |
| „–” album nie był notowany.                                        |                                                     |   |    |     |    |    |    |    |    |                                                     |

### Kompilacje
| House of 1000 Corpses       | - Data: 25 marca 2003 - Wydawca: Scott Humphrey, Rob Zombie | –   | –   |                                           |
| Past, Present & Future      | - Data: 23 września 2003 - Wydawca: Geffen Records          | 11  | 165 | - USA: platynowa płyta - CAN: złota płyta |
| The Best of Rob Zombie      | - Data: 10 października 2006 - Wydawca: Geffen Records      | 166 | –   | - USA: złota płyta                        |
| Icon                        | - Data: 5 października 2010 - Wydawca: Roadrunner Records   | –   | –   |                                           |
| „–” album nie był notowany. |                                                             |     |     |                                           |

### Remix-albumy
| American Made Music to Strip By | - Data: 26 października 1999 - Wydawca: Geffen Records | 38 | 179 | - CAN: złota płyta |
| Mondo Sex Head                  | - Data: 6 sierpnia 2012 - Wydawca: Geffen Records      | 45 | –   |                    |
| „–” album nie był notowany.     |                                                        |    |     |                    |

### Albumy koncertowe
| Tytuł                         | Dane dot. albumu                                       | Pozycja na liście |
| Tytuł                         | Dane dot. albumu                                       | USA               |
| ----------------------------- | ------------------------------------------------------ | ----------------- |
| Zombie Live                   | - Data: 23 października 2007 - Wydawca: Geffen Records | 57                |
| Spookshow International: Live | - Data: 24 lutego 2015 - Wydawca: T-Boy Records        | 118               |

### Single
| Dragula                                       | 1998 | 6  | 44 | Hellbilly Deluxe                 |
| Living Dead Girl                              | 1999 | 7  | –  | Hellbilly Deluxe                 |
| Superbeast                                    | 1999 | 26 | –  | Hellbilly Deluxe                 |
| Mission: Impossible II                        | 2000 | 25 | –  | Mission: Impossible II           |
| Feel So Numb                                  | 2001 | 10 | –  | The Sinister Urge                |
| Never Gonna Stop (The Red Red Kroovy)         | 2001 | 11 | –  | The Sinister Urge                |
| Demon Speeding                                | 2002 | 13 | –  | The Sinister Urge                |
| Two-Lane Blacktop                             | 2003 | 39 | –  | Past, Present & Future           |
| Foxy Foxy                                     | 2006 | 8  | –  | Educated Horses                  |
| American Witch                                | 2006 | 12 | –  | Educated Horses                  |
| Let It All Bleed Out                          | 2006 | 29 | –  | Educated Horses                  |
| What?                                         | 2009 | 36 | –  | Hellbilly Deluxe 2               |
| Sick Bubblegum                                | 2010 | 30 | –  | Hellbilly Deluxe 2               |
| Dead City Radio and the New Gods of Supertown | 2013 | 15 | –  | Venomous Rat Regeneration Vendor |
| We’re an American Band                        | 2013 | 8  | –  | Venomous Rat Regeneration Vendor |
| „–” singel nie był notowany.                  |      |    |    |                                  |

## Nagrody i wyróżnienia
| Rok  | Kategoria            | Tytułem             | Nagroda                         | Nota      | Źródło |
| ---- | -------------------- | ------------------- | ------------------------------- | --------- | ------ |
| 2010 | Best Live Band       | Rob Zombie          | Revolver Golden Gods Awards     | Nominacja | [ 15 ] |
| 2011 | Golden God           | Rob Zombie          | Metal Hammer Golden Gods Awards | Laur      | [ 16 ] |
| 2011 | Event of the Year    | Rob Zombie’s return | Metal Hammer Golden Gods Awards | Nominacja | [ 17 ] |
| 2011 | Best Live Band       | Rob Zombie          | Metal Hammer Golden Gods Awards | Nominacja | [ 17 ] |
| 2013 | The Golden God Award | Rob Zombie          | Revolver Golden Gods Awards     | Laur      | [ 18 ] |
| 2014 | Best Live Band       | Rob Zombie          | Revolver Golden Gods Awards     | Laur      | [ 19 ] |

## Filmografia
Reżyser, scenarzysta
- Dom tysiąca trupów (House of 1000 Corpses, 2003)
- Bękarty diabła (The Devil’s Rejects, 2005)
- Werewolf Women of the S.S. fikcyjny zwiastun filmowy, towarzyszący premierze obrazu Grindhouse (2007)
- Halloween (2007)
- Halloween II (2009)
- The Haunted World of El Superbeasto (2009)
- The Lords of Salem (2012)
- 31 (2016)

Jako on sam
- We Sold Our Souls for Rock ’n Roll (2001, film dokumentalny, reżyseria: Penelope Spheeris)[20]
- Mayor of the Sunset Strip (2003, film dokumentalny, reżyseria: George Hickenlooper)[21]
- Metal: A Headbanger’s Journey (2005, film dokumentalny, reżyseria: Sam Dunn, Scot McFayden)[22]
- Hired Gun (2016, film dokumentalny, reżyseria: Fran Strine)[23]